# 小行星9547
小行星9547是一颗围绕太阳公转的小行星。1985年1月15日，鈴木憲藏、浦田武在丰田市发现了此天体。
这颗小行星的绝对星等为344.82602等。